# Giardino zoologico di Zurigo
Il giardino zoologico di Zurigo è un parco faunistico istituito nel comune di Zurigo, in Svizzera, fondato nel 1929, si estende su un'area di 270.000 m².                                                                                                                                                                                Questo splendido zoo ospita 340 specie animali in spazi che riproducono il più fedelmente possibile il loro habitat naturale.